# Lü Dao
Lü Dao, auch Lyudao bzw. Lutao (chinesisch 綠島 / 绿岛, Pinyin Lǜ Dǎo, Tongyong Pinyin Lyù Dǎo, W.-G. Lü Tao, Zhuyin ㄌㄩˋ ㄉㄠˇ, Pe̍h-ōe-jī Le̍k-tó – „Grüne Insel“), bekannt auch unter dem englischen Namen Green Island, ist eine gut 15 km² große Vulkaninsel südöstlich von Taiwan. Die von der Republik China (Taiwan) als Landgemeinde Lüdao (綠島鄉,  Lǜdǎo Xiāng) im Landkreis Taitung verwaltete Insel liegt etwa 33 km östlich der Hafenstadt Taitung im Pazifik. Die Einwohnerzahl beträgt etwa 3500 (Stand 2013). Zwischen Taitung und Lü Dao bestehen regelmäßige Fährverbindungen. Vom kleinen Inselflughafen Lü Dao geht durchschnittlich täglich mehr als ein Flug nach Taitung.

## Geschichte

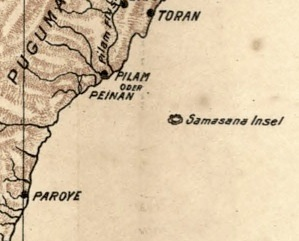
Samasana Insel, aus Eine Reise in das Innere der Insel Formosa (1905), einem Buch des deutschen Forschungsreisenden Karl Theodor Stöpel

Die Insel war ursprünglich vom indigenen Volk der Amis bewohnt und wurde von diesen Sanasai genannt. Die Chinesen nannten sie vom Feuer verbrannte Insel (火燒島 Huǒshāo Dǎo bzw. 火燒嶼 Huǒshāo Yǔ). Zur Zeit der japanischen Kolonialherrschaft in Taiwan (1895–1945) trug sie den Namen Kashō-tō (火燒島). Der heutige Name Lü Dao wurde ihr am 1. August 1949 vom damaligen Landrat des Kreises Taitung, Huang Shih-hung (黃式鴻), gegeben.
Im Bereich der Insel ereigneten sich mehrfach Schiffbrüche. Im März 1864 strandete hier der britische Brigg Susan Douglas. Die Besatzung wurde von den Inselbewohnern freundlich aufgenommen (was sonst bei Schiffbrüchigen auf der Insel Taiwan nicht immer der Fall war). Nach einem Monat auf der Insel konnten die Schiffbrüchigen von anderen britischen Schiffen wieder aufgenommen werden.
Am 11. Dezember 1937 gegen 1:00 Uhr nachts lief das auf dem Weg von San Francisco nach Manila befindliche 21.000-RT-Kreuzfahrtschiff President Hoover mit 503 Passagieren an Bord und 330 Mann Besatzung an der Nordostküste des damaligen Kashō-tō auf Grund. Die Besatzung und alle Passagiere konnten mit tatkräftiger Hilfe der Inselbewohner vollzählig an Land gerettet werden. Am 14. und 15. Dezember 1937 wurden die Gestrandeten durch die beiden US-amerikanischen Schiffe President McKinley und President Pierce von der Insel evakuiert. Das havarierte Schiff wurde später an die japanische Regierung verkauft und vor Ort abgewrackt.

### Gefängnisinsel
Zur Zeit des bis 1987 andauernden Kriegsrechts in der Republik China war Lü Dao vor allem als Gefängnisinsel bekannt. Auf der Insel waren zahlreiche politische Gefangene, aber auch gewöhnliche Kriminelle inhaftiert. Prominente Häftlinge waren der spätere Vorsitzende der Demokratischen Fortschrittspartei, Shih Ming-teh, und der Autor Bo Yang. Heute sind die Gefängnisse geschlossen und der Tourismus ist die Haupterwerbsquelle der Inselbewohner. An die Zeit als Gefängnisinsel erinnert der Menschenrechts-Gedenkpark (綠島人權紀念園區, englisch Green Island Human Rights Memorial Park).

## Orte
Die Gemeinde Lüdao gliedert sich in die folgenden Orte (村,  cūn – „Dörfer“):
- Zhongliao (中寮村),
- Nanliao (南寮村) bestehend aus den Ortsteilen (聚落) Nanliao (南寮) und Yugang (漁港),
- Gongguan (公館村) bestehend aus den Ortsteilen Gongguan (公館), Chakou (柴口), Liumagou (流麻溝), Dahu (大湖) und Zuoping (左坪).

| Gliederung von Lüdao                            |
| Zhongliao 中寮村 Gongguan 公舘村 Nanliao 南寮村 |

## Tourismus
Die Korallenriffe rund um Lü Dao sind ein beliebtes Tauchgebiet. Auf der mit tropischer Vegetation bewachsenen „Grünen Insel“ gehören die im Südosten direkt am Meer liegenden heißen Salzwasserquellen von Zhaori (朝日溫泉) und die Felsformationen entlang der Ostküste zu den Hauptattraktionen. Der Leuchtturm an der Nordwestspitze wurde als Spende der USA errichtet, als Dank für die Rettung der Passagiere der President Hoover durch die einheimische Bevölkerung.